# Ophelosia leai
Ophelosia leai är en stekelart som beskrevs av Alan Parkhurst Dodd 1924. Ophelosia leai ingår i släktet Ophelosia och familjen puppglanssteklar. Inga underarter finns listade i Catalogue of Life.